# Melanostigma vitiazi
Melanostigma vitiazi és una espècie de peix de la família dels zoàrcids i de l'ordre dels perciformes.

## Morfologia
- Els mascles poden assolir 17 cm de longitud total.[4]

## Hàbitat
És un peix marí i d'aigües profundes que viu entre 0-890 m de fondària.

## Distribució geogràfica
Es troba a les Illes Crozet, Indonèsia, les Illes Kerguelen i Nova Zelanda.

## Observacions
És inofensiu per als humans.